# SID Kartileh
El SID Kartileh es un equipo de fútbol de Yibuti que milita en la Segunda División de Yibuti, la segunda liga de fútbol más importante del país.

## Historia
Fue fundado en el año 1986 en la ciudad de Kartileh, aunque sus partidos de local los juega en la capital Yibuti y cuenta con una sección de fútbol femenil. Es un de los equipos fundadores de la Primera División de Yibuti y había desaparecido temporalmente en el 2001, pero fue refundado un año más tarde. Ha sido campeón de la Primera División de Yibuti en 2 ocasiones y han ganado 1 título de copa y dos supercopas.
A nivel internacional han participado en 2 ocasiones en la Liga de Campeones Árabe, pero en ambos casos no pasaron de la primera ronda.

## Rivalidades
La principal rivalidad del SID Kartileh es con el otro equipo de la ciudad, en Kartileh FC.

## Palmarés
- Primera División de Yibuti: 2

2006, 2008
- Copa de Yibuti: 1

2007
- Supercopa de Yibuti: 2

2007, 2008

## Participación en competiciones de la UAFA
- Liga de Campeones Árabe: 2 apariciones

2006/07 - Primera ronda
2008/09 - Primera ronda